# Шевар
Шевар или рогоз (Typha), је род барских вишегодишњих монокотила са дугачким, танким, тракастим листовима из породице Typhaceae. Ове биљке расту у мочварним пределима Европе, Африке, Северне Америке и Азије.
Typha је антички назив за врсте овог рода од τύφω (димити), пошто при сагоревању диме, а можда и због чађавог изгледа цвасти. У српском језику, поред назива шевар, среће се и рогоз, ботур, лоч, рогозина, шаша, шашевина, шћевар.
Рогоз се користи још од давнина за прављење разних простирки (асура). У данашње време се од њега праве украсне простирке, украсне завесе и простирке за плажу.
У Србији су аутохтони усколисни рогоз или мушки рогоз (Typha angustifolia), бели рогоз или женски рогоз (Typha latifolia), хибридни рогоз (Typha angustifolia × T. latifolia), лаксманов рогоз (Typha laxmannii), мали рогоз (Typha minima) и Typha domingensis. Најраспрострањенија врста је Typha latifolia.

## Остале врсте[2]
Typha albida Riedl

Typha alekseevii Mavrodiev

Typha × argoviensis Hausskn. ex Asch. & Graebn.

Typha australis K. Schum. & Thonner

Typha austro-orientalis Mavrodiev

Typha azerbaijanensis Hamdi & Assadi

Typha × bavarica Graebn.

Typha capensis (Rohrb.) N.E.Br.

Typha caspica Pobed.

Typha changbaiensis M.Jiang Wu & Y.T.Zhao

Typha davidiana (Kronf.) Hand.-Mazz.

Typha elephantina Roxb.

Typha × gezei Rothm.

Typha × glauca Godr.

Typha gracilis Raf.

Typha grossheimii Pobed.

Typha incana Kapit. & Dyukina

Typha joannis Mavrodiev

Typha kalatensis Assadi & Hamdi

Typha lugdunensis P.Chabert

Typha orientalis C.Presl

Typha pallida Pobed.

Typha × provincialis A.Camus

Typha przewalskii Skvortsov

Typha shuttleworthii W.D.J.Koch & Sond.

Typha sistanica De Marco & Dinelli

Typha × smirnovii Mavrodiev

Typha subulata Crespo & Pérez-Mor.

Typha × suwensis T.Shimizu

Typha tichomirovii Mavrodiev

Typha turcomanica Pobed.

Typha tzvelevii Mavrodiev

Typha valentinii Mavrodiev

Typha varsobica Krasnova	